# Sintaxa propoziției
Sintaxa propoziției este partea gramaticii care studiază modul combinării cuvintelor în propoziții și regulile aferente în vederea realizării comunicării între oameni. Altfel exprimat, sintaxa propoziției este un sistem de reguli, după care, din cuvinte și simboluri aflate la dispoziție pot fi construite propoziții (și fraze) acceptabile (gramatical corecte). 